# Рижский цирк
Рижский цирк (латыш. Rīgas Cirks) — учреждение культуры в городе Риге и занимаемое им специальное здание в историческом центре города. Одно из старейших цирковых зданий в Европе. Является памятником архитектуры государственного значения Латвии. Расположен на улице Меркеля, 4.

## История
Здание построено в 1888 году по проекту архитектора Яниса-Фридриха Бауманиса. Первым директором и одним из основателей и инвесторов был предприниматель Альберт Саламонский. Первое представление было дано 29 декабря 1888 года.
В 1962—1965 гг. художественным руководителем коллектива латышского цирка был советский артист цирка, работавший на манеже с 1937 года, клоун, народный артист ЛатвССР (1969) Антонс Игнатьевич Маркунс, работавший на сцене под сценическим псевдонимом Антонио.
С 11 февраля 2016 года, по причине аварийного состояния, проведение представлений в здании Рижского цирка приостановлено. Проводится реконструкция здания цирка: две архитектурные фирмы получили награды после проведения международного конкурса дизайнеров и после длительных переговоров архитектурное бюро «F.L.Tadao & Lukševics SIA» было выбрано для реализации проекта реконструкции. Первый этап проекта начался в конце 2020 года. Второй этап планируется завершить к осени 2023 г.
С началом реконструкции цирк придерживается концепции «Цирк без животных», отходит от классической схемы «номер-клоун-номер-клоун», и тяготеет к симбиозу спектакля и циркового искусства.
Цирк начал работу в реконструируемом здании 17 декабря 2022 г.

## Технические характеристики
Конструкции сводов здания цирка, а также подпоры зрительного зала сделаны из железнодорожных рельс. До реконструкции был партер на 580 мест и амфитеатр на 450 мест. Диаметр манежа составлял почти 12 метров. Рабочая высота купола — 11 метров. 
В цирке есть зрительское фойе, гардеробные, тренировочный зал, были помещения для животных, слоновник для 6 слонов и два стойла для 30 лошадей, а также грим-уборные, электроцех, помещения для звукооператора, костюмера, обслуживающего персонала и администрации.
В 2020-х проведена значительная реконструкция здания цирка. В процессе реконструкции были убраны все зрительские места, форганг, закулисье, оркестровая ложа, манеж. На 3 августа 2024 года помещение для выступлений представляет из себя гладкую бетонную площадку, где для зрителей ставятся пластиковые кресла. 

## О завершении первого этапа реконструкции
В период с мая 2021 по 2022 год строительный подрядчик PS AIDAKO GROUP выполнил работы по энергоэффективности здания цирка. Над исторической металлической конструкцией купола была возведена новая купольная конструкция из самонесущих CLT-панелей, несущих опор и системы фундамента, установлена новая крыша, обновлена наружная дренажная система, а также проложены новые инженерные коммуникации. Общая сумма инвестиций первого этапа реконструкции цирка, привлеченных Министерством культуры, составила около 5,5 млн евро.